# Tử (họ)
Tử (子) là một họ cổ của người Trung Hoa thời cổ đại, sau này phát sinh ra nhiều chi khác nhau. Dựa vào kim văn tìm thấy trên các công cụ đồng thanh thời Tây Chu, họ Tử có lẽ khởi phát từ họ Hảo (好姓), khi bộ nữ (女) bị loại bỏ mà hình thành, vào thời điểm mà chế độ phụ hệ dần thiết lập và thay thế chế độ mẫu hệ.
Đây là họ của các vua nhà Thương.

## Lịch sử
Thủy tổ của họ Tử là Tử Tiết (hay Tử Khiết), có mẹ là Giản Địch, con gái bộ lạc Hữu Nhưng, do nuốt sống một quả trứng chim mà mang thai Tiết. Hậu duệ sau này, Tử Lý (Thành Thang), là người khai sáng Nhà Thương.

## Nhân vật nổi tiếng
- Tử Tiết - Thủy tổ nhà Thương
- Tử Chiêu Minh, vua thứ 2 nước Thương
- Tử Tướng Thổ, vua thứ 3 nước Thương
- Tử Xương Nhược, vua thứ 4 nước Thương
- Tử Tào Ngữ, vua thứ 5 nước Thương
- Tử Minh, vua thứ 6 nước Thương
- Tử Vương Hợi, vua thứ 7 nước Thương
- Tử Vương Hằng, vua thứ 8 nước Thương
- Thượng Giáp Vi, vua thứ 9 nước Thương
- Tử Báo Ất, vua thứ 10 nước Thương
- Tử Báo Bính, vua thứ 11 nước Thương
- Tử Báo Đinh, vua thứ 12 nước Thương
- Tử Kỳ Nhâm, vua thứ 13 nước Thương
- Tử Kỳ Quý, vua thứ 14 nước Thương
- Tử Lý - tức Thành Thang vua sáng lập nhà Thương
- Tử Khải - Tống Tử Khải vua khai sáng nước Tống
- Tử Thương- Thương Dụng đại thần Nhà Thương
- Tử Tỷ - Hoàng thân nhà Thương
- Cơ Tử (Tử Tư Dư) - Đại Thần Nhà Thương
- Mai Bá (Tử Mai) - Hoàng Thân Nhà Thương